# Banovići
Banovići (en cyrillique : Бановићи) est une ville et une municipalité de Bosnie-Herzégovine situées dans la fédération de Bosnie-et-Herzégovine et dans le canton de Tuzla. Selon les premiers résultats du recensement bosnien de 2013, la ville intra muros compte 6 699 habitants et la municipalité 23 431.

## Géographie
La municipalité de Banovići est située sur les contreforts du mont Konjuh. La ville se trouve sur les bords de la rivière Litva.

## Localités

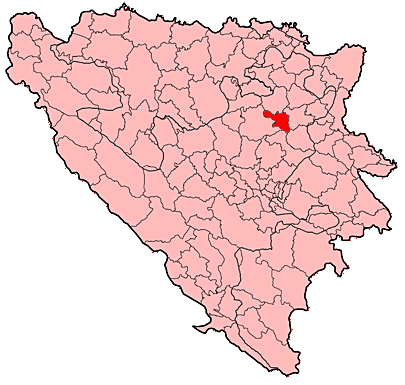
Localisation de la municipalité de Banovići en Bosnie-Herzégovine

La municipalité de Banovići compte 20 localités :
| - Banovići - Banovići Selo - Borovac - Ćatići - Gornji Bučik - Grivice - Lozna - Milići - Mrgan - Omazići | - Oskova - Podgorje - Pribitkovići - Repnik - Seona - Stražbenica - Treštenica Donja - Treštenica Gornja - Tulovići - Željova |

## Démographie

### Villeintra muros

#### Évolution historique de la population dans la villeintra muros
| 1948 | 1953 | 1961  | 1971  | 1981  | 1991  | 2013  |
| ---- | ---- | ----- | ----- | ----- | ----- | ----- |
| -    | -    | 5 105 | 5 456 | 6 834 | 8 637 | 6 699 |

|  |

### Municipalité

#### Évolution historique de la population dans la municipalité
| 1961   | 1971   | 1981   | 1991   | 2013   |
| ------ | ------ | ------ | ------ | ------ |
| 17 131 | 20 334 | 23 846 | 26 590 | 23 431 |

#### Répartition de la population par nationalités dans la municipalité (1991)
En 1991, sur un total de 26 590 habitants, la population se répartissait de la manière suivante :

## Politique
À la suite des élections locales de 2012, les 23 sièges de l'assemblée municipale se répartissaient de la manière suivante :
| Parti                                                               | Sièges |
| ------------------------------------------------------------------- | ------ |
| Parti d'action démocratique (SDA)                                   | 17     |
| Parti social-démocrate (SDP)                                        | 4      |
| Alliance pour un meilleur avenir de la Bosnie-Herzégovine (SBB BIH) | 1      |
| Minorités nationales                                                | 1      |

Bego Birparić, membre du Parti d'action démocratique (SDA), a été élu maire de la municipalité. En 2013, à la suite d'un référendum, Midhat Husić, lui aussi membre du SDA, lui a succédé dans cette fonction.

## Économie
La municipalité de Banovići bénéficie d'un sous-sol riche en lignite. Ainsi, la principale entreprise du secteur est la RMU Banovići. Elle emploie environ 2 600 salariés.

## Personnalités
Almir Kapić...champion du monde jiu jitsu